# Закон об авторском праве и семейных развлечениях
Закон об авторском праве и семейных развлечениях — федеральный закон США, касающийся авторских прав, который вступил в силу в Соединенных Штатах в 2005 году. Закон состоит из двух подчастей: защищающей права художника от нарушения авторских прав и ужесточающей наказание за нарушение авторских прав и подчасть, которая разрешает разрабатывать технологии, позволяющие блокировать потенциально оскорбительное содержание фильмов.
Закон об авторском праве и семейных развлечениях был принят в Соединенных Штатах на 109-м Конгрессе Соединенных Штатов 25 января 2005 года и был подписан Президентом Джорджем Бушем 27 апреля 2005 года.
Закон предоставляет владельцам кинотеатров право задерживать подозреваемых до приезда полиции.

## Художественный акт 2005
Этот закон, также известный как «художественный акт», направлен на предотвращение пиратства фильмов и программного обеспечения. Он осознанно ориентирован на два вида преступной деятельности: съемки фильмов в кинотеатре и досрочное опубликование фильмов и программного обеспечения до того, как они станут общедоступными.
Закон позволяет проводить предварительную регистрацию отдельных видов неопубликованных произведений, если есть нарушения в их распространении до публикации. Целью предварительной регистрации является их защита в суде, для последующей полноценной регистрации. Предварительная регистрация дает возможность (только после полной регистрации) владельцу авторских прав получить возмещение ущерба и судебных издержек, связанных с нарушением его авторских прав. Объектами такой регистрации могут быть: кинофильмы, аудиозаписи, музыкальные произведения, литературные произведения для книг, компьютерные программы (в том числе видеоигры), реклама или маркетинг фотографий.
Всем, кто умышленно использует или пытается использовать аудиовизуальное записывающее устройство, для передачи или изготовления копии защищенной работы может грозить тюремное заключение до трех лет за первое правонарушение и до шести лет за повторное преступление, в дополнение к любым штрафам, которые могут быть обращены к взысканию согласно американскому Уголовному кодексу за нарушение авторских прав. Это касается также снимков на сотовый телефон с экрана кинотеатра.
Что касается неизданных произведений, предназначенных для публичного распространения (например, бета-версия программного обеспечения), созданных правообладателем, рассчитывающим в дальнейшем на их коммерческое распространение, то ответственность наступает, если работа «размещена в компьютерную сеть доступной для представителей общественности, если такие лица знали или должны были знать, что работа предназначалась для коммерческого распространения.» Первый раз правонарушители могут получить срок наказания до трех лет тюрьмы или до пяти лет, если они совершили преступление с целью наживы. За повторные нарушения могут посадить на десять лет, если преступление было совершено с целью наживы. Эти штрафы дополняются к любым штрафам за нарушение соглашения о неразглашении или права коммерческой тайны.

## Закон о семейных фильмах 2005
Этот закон позволяет создать технологию, которая может редактировать DVD или передаваемый фильм на лету (во время воспроизведения) и, таким образом, воспроизводить подвергнутую цензуре версию этого фильма. Данное положение возникло в связи судебными тяжбами между ClearPlay компанией в Солт-Лейк-Сити, занимающейся редактированием фильмов в видеозаписи на DVD и рядом голливудских студий и режиссёров. Технология ClearPlay позволяет потребителям отсеивать до 14 различных категорий нежелательного Контента, таких как употребление наркотиков, сексуальные сцены или нецензурную лексику.
Закон не разрешает создавать новую распечатку фильмов в «облагороженном» виде, а также заменять или вставлять новые куски видео или аудио материалов в фильм, чтобы заменить контент, нарушающий правила. Таким образом, компаниям удается создавать цензурированные DVD-диски и развить программы — DVD-плеер или VOD плеер, которые могут быть запрограммированы так, чтобы пропустить и/или нецензурное видео или аудио, содержащееся в сцене.